# Rocciata
La rocciata è un dolce da forno riconosciuto come Prodotto agroalimentare tradizionale per le regioni Umbria e Marche.
È conosciuto con questo nome nelle zone di Foligno,  Assisi, Nocera Umbra e Spello; è conosciuto come attorta o 'ntorta nella montagna folignate, Trevi, Sellano, e Spoleto; nella Provincia di Macerata viene anche chiamato rocciu (parola che in Umbria, però, indica un differente dolce da forno, altrove detto ciambellone), a Vallo di Nera in Valnerina ha il nome di tòrta. Tutti questi nomi hanno lo stesso significato, derivando dalle radici di "arrocciare" o di "torcere".
L'attorta è sia il nome usato in alcune zone per indicare la rocciata, sia una variante prodotta in tali zone e registrata come PAT con tale nome.

## Origini
Il dolce ha origini molto antiche, probabilmente risalenti ai popoli umbri, infatti nelle "tavole eugubine" si parla di un alimento con tutta probabilità simile alla rocciata e usato nei riti sacri: il "tensendo" (come viene chiamato, in lingua umbra, nelle tavole eugubine), dolce proprio del dio Hondo Cerfio, antica divinità umbra. Per la somiglianza della rocciata con lo strudel, secondo alcuni non sarebbero nemmeno da escludere legami con i Longobardi, che proprio in questa zona avevano un loro stato nell'Alto Medioevo. Per questo ed altri motivi sembra del tutto priva di fondamento la teoria (diffusa tra i profani) secondo la quale la ricetta fu portata a Foligno da soldati austriaci di passaggio nel XVIII secolo, assimilando quindi la rocciata allo strudel, ma inserendola in un'epoca di gran lunga successiva, inoltre tale similitudine pare essere molto superficiale e non tiene conto di numerosi elementi storici e gastronomici.

## Caratteristiche
Si tratta di una sottile sfoglia di pasta a base di farina di grano, acqua, vino bianco ed olio, in cui viene avvolto un impasto formato da noci, zucchero, olio d'oliva e mele. A questo impasto base, secondo le diverse varianti, è possibile aggiungere altri componenti o condimenti, come alchermes, cacao, uva sultanina, fichi secchi, cannella, pinoli o marmellata. Il rotolo così ottenuto viene girato a spirale su se stesso, spennellato con olio o alchermes, talvolta spolverato con zucchero, e cotto in forno.
La stessa pasta di base viene usata anche con i seguenti tipi di ripieno:
1. ricotta, zucchero e cacao amaro
2. cavoli ripassati in padella (più diffusa nel territorio comunale di Spello)
3. erbe campagnole o spinaci conditi con zucchero e uva sultanina (versione dolce, della fojata, oggi limitata ad alcune zone della montagna folignate).

La versione salata può assumere il nome di fojata o erbata, con quest'ultimo riconosciuta nel comune di Serravalle di Chienti.

## I luoghi e i tempi
Oggi la rocciata è diffusa soprattutto a Foligno, Spello ed Assisi e, come attorta a Spoleto (soprattutto in occasione del Natale) e nella montagna folignate dove la ricetta è più basilare e meno ricca di ingredienti aggiuntivi. Per la "rocciata di Foligno" è stato richiesto il riconoscimento DOP.
Il periodo in cui tipicamente si prepara la rocciata va dal tardo autunno alla fine dell'inverno, questo sia per la presenza sul mercato di noci fresche, che sono il componente basilare, sia per la caloricità del dolce. Per questo è un dolce che è possibile trovare tutto l'anno (esclusa l'estate), ma che è tipico del periodo autunnale e fino al mese di gennaio, in particolare è tipico delle festività dei Santi e dei Morti.